# Гребнепалые
Гребнепалые, или гребнепалые крысы, или гундиевые (лат. Ctenodactylidae), — небольшое семейство североафриканских грызунов.
Телосложение плотное, кургузое; мордочка короткая с длинными вибриссами. Уши короткие и округлые, глаза большие. Внешне напоминают морских свинок или пищух. Длина тела 16—24 см, хвоста — 1—5 см; вес 170—200 г. Конечности короткие и сильные, с голыми подошвами; на каждой по 4 пальца, вооружённых короткими, но очень острыми когтями.
Своё название гребнепалые крысы получили за характерную своеобразную щётку из двух рядов жёстких роговых щетинок и одного ряда мягких волосовидных белых щетинок, расположенных над пальцами задних ног. Этот гребень помогает им разрывать сыпучий песок и бегать по нему. Волосяной покров у гребнепалых крыс мягкий, шелковистый и густой; большинство имеют окраску бурого или серого цвета. Зубов 20 или 24.
Распространены в скалистых горах и полупустынях Северной Африки, от Марокко и Сенегала до Сомали. Гребнепалые крысы растительноядны. Образ жизни сумеречный или дневной; днём они поддерживают температуру тела, перебегая с солнечных участков в тень. Живут обычно колониями.

## Список видов
В семействе гребнепалых 5 видов, относящихся к 4 родам.
- Род Гунди (Ctenodactylus)
  - Гунди (Ctenodactylus gundi)
  - Пустынный гунди (Ctenodactylus vali)
- Род Феловии (Felovia)
  - Феловия (Felovia vae)
- Род Массутьеры (Massoutiera)
  - Массутьера (Massoutiera mzabi)
- Род Pectinator
  - Кистехвостый гунди (Pectinator spekei)[2], или кистехвостая гунди[3]